# Psathyrella piluliformis
Psathyrella piluliformis (Pierre Bulliard, 1783 ex Peter D. Orton, 1969), sin. Hypholoma hydrophila (Pierre Bulliard, 1783 ex Lucien Quélet, 1886), Psathyrella hydrophila (Pierre Bulliard, 1783 ex René Maire, 1937), din încrengătura Basidiomycota în familia Psathyrellaceae și de genul Psathyrella denumită în popor ciupercă umedă, este o specie saprofită de ciuperci comestibile. Ea se poate găsi în România, Basarabia și Bucovina de Nord, crescând  în tufe cu multe exemplare, în primul rând în păduri de foioase pe cioturi și bușteni de stejari și fagi în putrefacție, ocazional și în cele de rășinoase, favorizând locuri umede. Apare de la câmpie la munte, dar nu în regiuni montane. Perioada favorită de dezvoltare o are din august până în noiembrie.

## Descriere

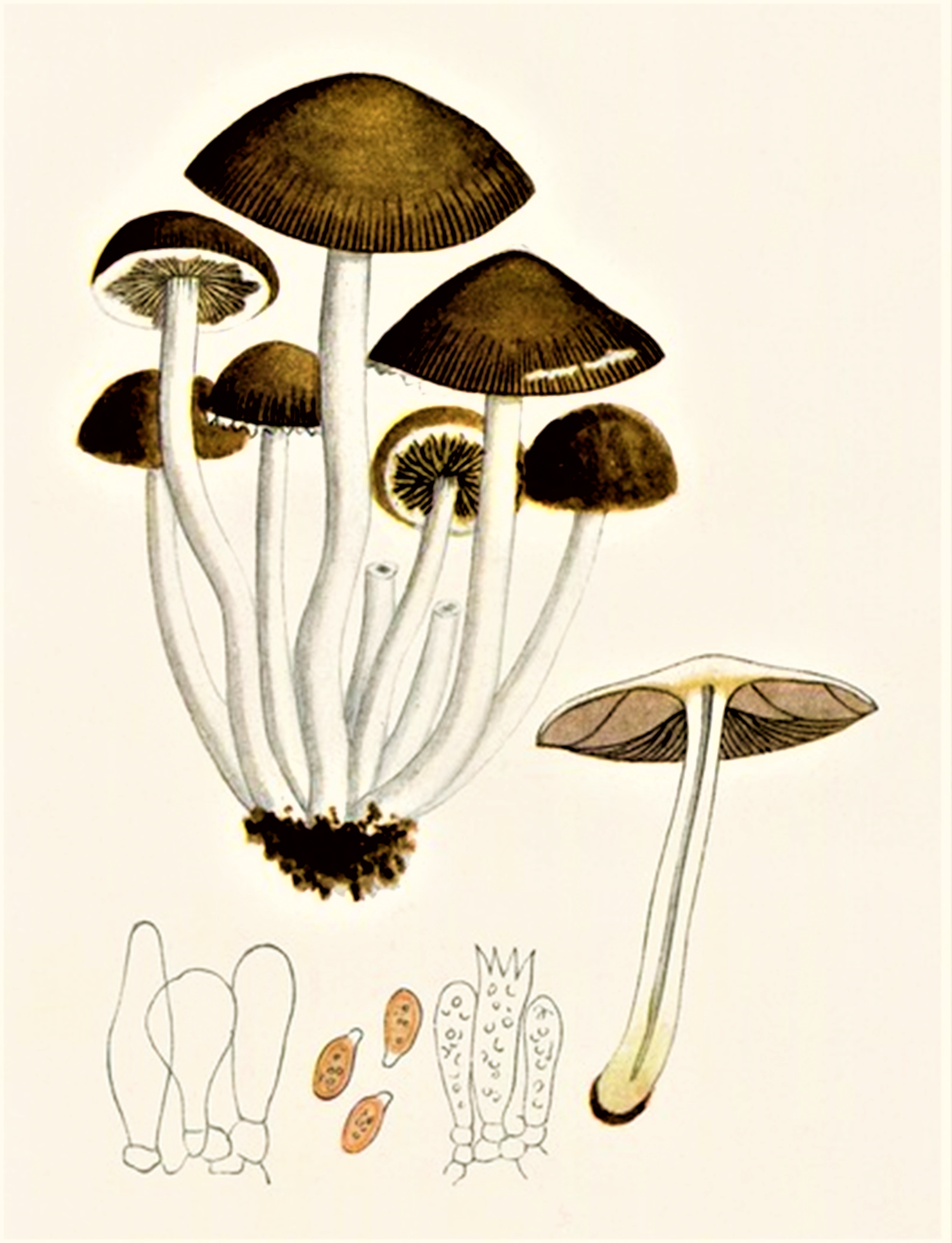
Bres.: Hypholoma hydrophila

- Pălăria: are un diametru de 2-6 cm, este friabilă și fragilă, la început emisferică, apoi în formă de clopot și în sfârșit aplatizată, prezentând atunci ocazional un mic gurgui turtit în centru. Restul vălului parțial (velum partiale) rămâne agățat la margine, dar numai pentru scurt timp. De acea nu se formează un inel în jurul piciorului. Dar ca rezultat rămâne la multe ciuperci pentru un anumit timp o bordură subțire și albicioasă. Cuticula adesea încrețită și odată cu vârsta puțin canelată la margine arată în tinerețe nu rar firișoare trecătoare albe, începând în vârf (cauzat vălului parțial). Datorită faptului, că pălăria este higrofană (proprietatea unor ciuperci de a-și schimba culoarea atunci când absorb sau pierd apă), coloritul uniform tinde între ocru sau galben-maroniu (pe timp uscat) și brun-roșiatic închis (la umezeală).
- Lamelele: sunt numeroase, înalte și subțiri, spațiat strânse, câteodată slab ondulate, cu lameluțe intercalate și aderente la picior. Coloritul este la început albicios cu muchii alb-flocoase, devenind cu vârsta gri-maroniu și la bătrânețe brun închis. Lamelele sunt acoperite inițial cu vălul parțial de culoarea muchiilor tinere.
- Piciorul: are o înălțime de  4-10 cm și o lățime de 0,3-0,7 cm, este cilindric, subțire, adesea îndoit, longitudinal-fibros și gol pe dinăuntru. Suprafața sa este murdar albicioasă și ușor marmorată, spre bază maronie precum mătăsoasă și canelată spre vârf. Nu prezintă un inel.
- Carnea: schimbă de asemenea culoarea fiind uscată bej, iar umedă gri-maronie, este moale și fragedă în pălărie, un pic mai fibroasă în picior, cu un miros ușor de ciuperci și plăcută la gust atât timp cât este tânără, devenind odată cu vârsta adesea amară.[3][4]
- Caracteristici microscopice: au spori netezi cu un por de germen vizibil, sunt bruni ca scorțișoara cu nuanțe de roz, ovoidal-ascuțiți sau aproape în formă de alune, netezi, cu fibule anastomoze, având o mărime de 5-7 x 3-3,5 microni. Coloritul pulberii lor este brun-purpuriu. Basidiile au patru sterigme. Cheilocistidele (celule de obicei izbitoare și sterile care pot apărea între basidii și himen, pe muchia lamelor) sunt bontite, nu rar bulboase spre vârf și măsoară 25–40 × 10–16 microni.[5]
- Reacții chimice: Buretele se colorează cu anilină de fenol încet roz.[6]

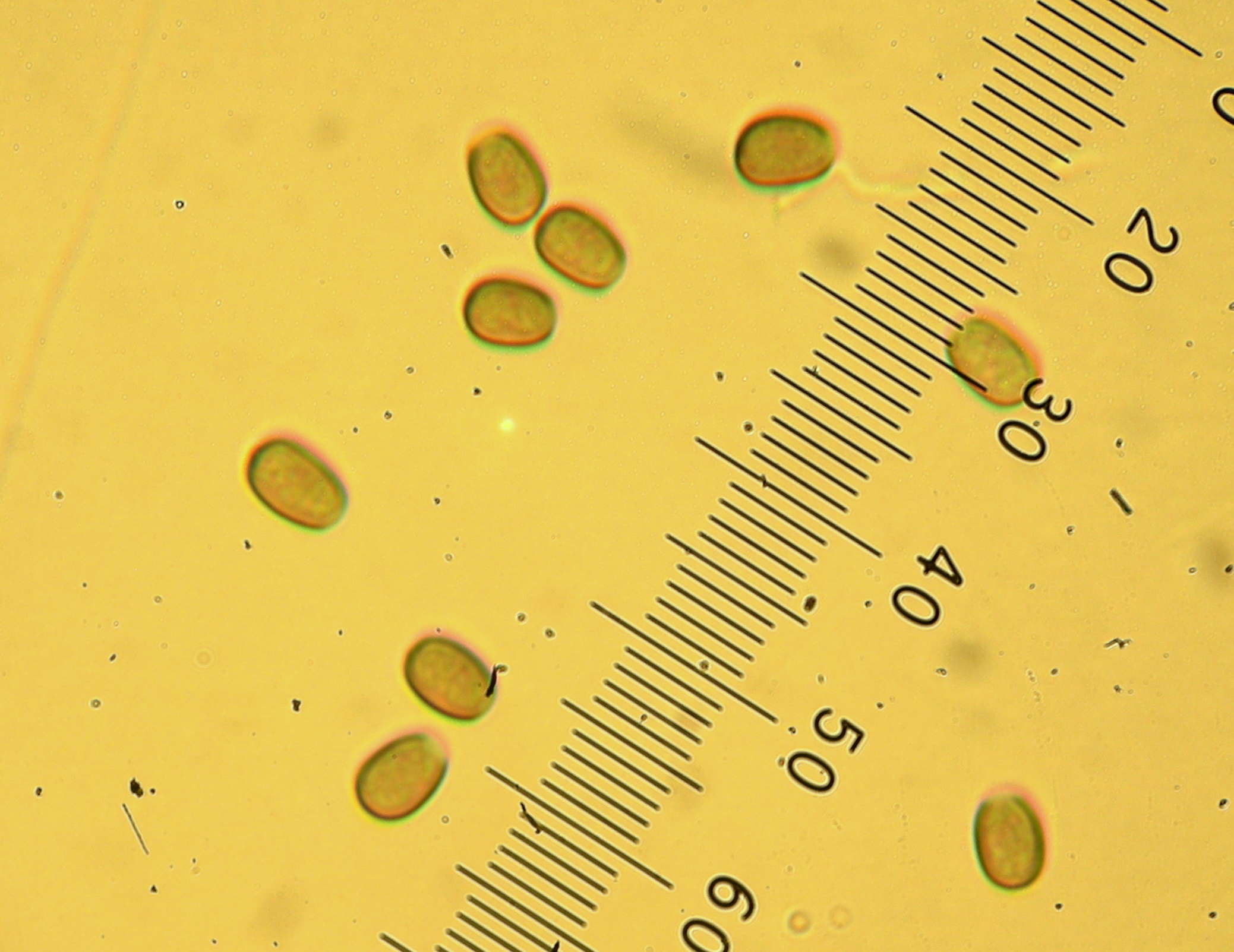
P. piluliformis, spori
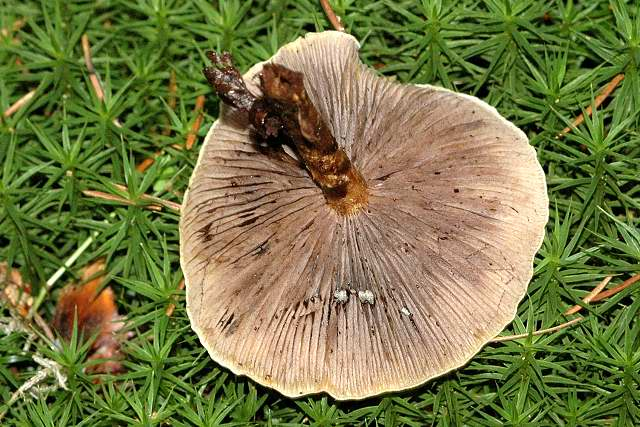
P. piluliformis, pălărie, lamele și picior
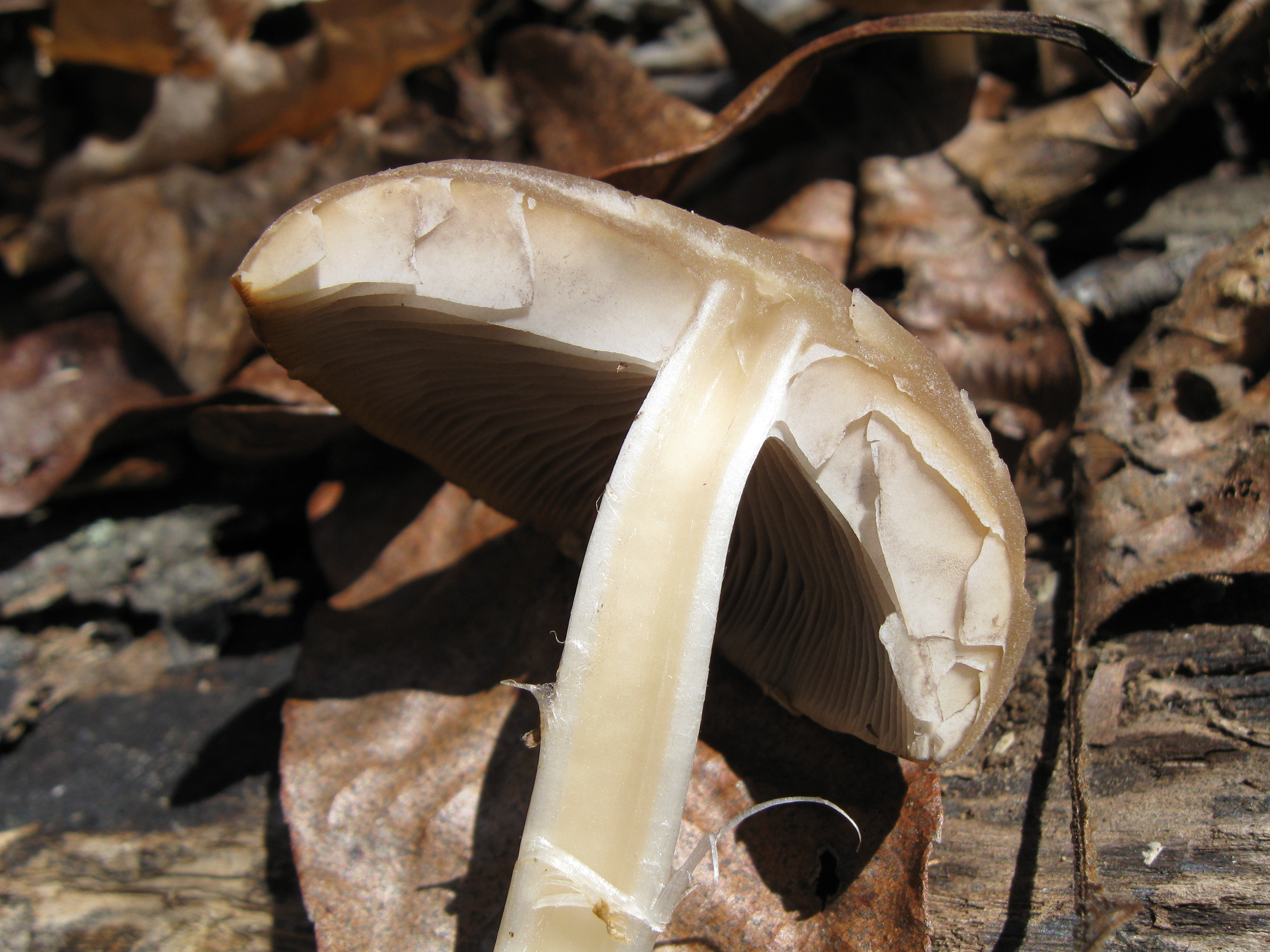
P. piluliformis, secțiune longitudinală
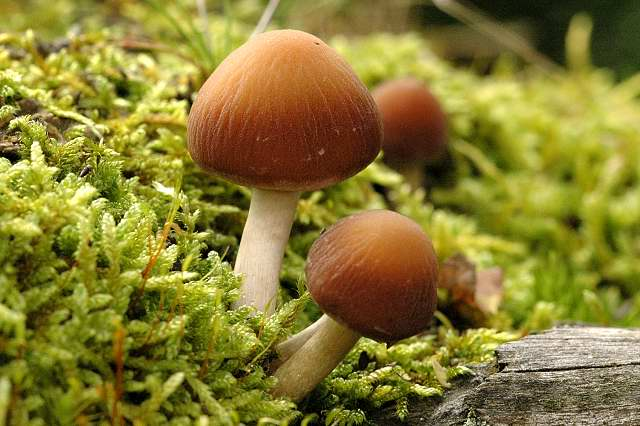
P. piluliformis tinere
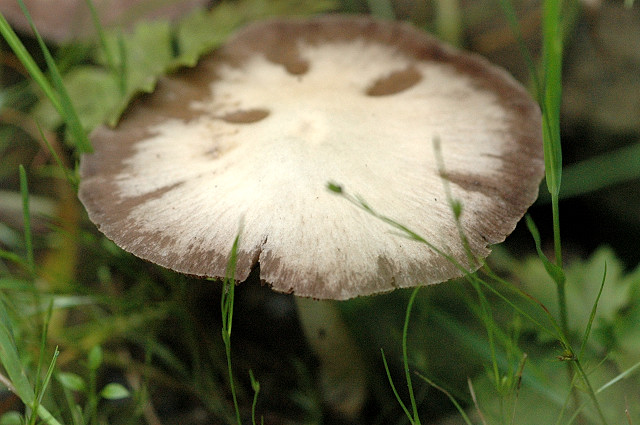
P. piluliformis bătrână

## Confuzii
Ciuperca umedă poate fi confundată cu specii comestibile, ca de exemplu Agrocybe paludosa, Flammula alnicola sin. Pholiota alnicola (comestibilă) Flammulina velutipes, sin. Collybia velutipes, Hypholoma capnoides, Kuehneromyces lignicola, sin, Pholiota vernalis (fără valoare culinară), Kuehneromyces mutabilis, Pholiota lignicola (probabil comestibilă, dar poate fi confundată extrem de ușor cu letala Galerina marginata), Pholiota graminis, Psathyrella candolleana, Psatyrella multipedata (fără valoare culinară) sau Psatyrella spadicea, mai departe cu soiuri necomestibile, otrăvitoare, chiar letale, ca de exemplu Cortinarius anthracinus (necomestibil), Galerina marginata (letală), Hypholoma fasciculare (amară și otrăvitoare), Hypholoma lateritium sin. Hypholoma sublateritium (otrăvitor), Naematoloma sublateritium (amară și otrăvitoare), Hypholoma marginatum, (amară, necomestibilă) Pholiota lucifera (probabil otrăvitoare) sau Stropharia squamosa sin. Leratiomyces squamosus (necomestibilă).

## Specii de ciuperci asemănătoare în imagini

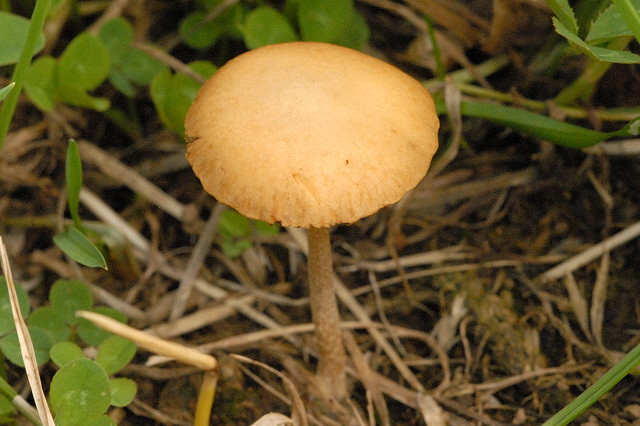
Agrocybe.paludosa
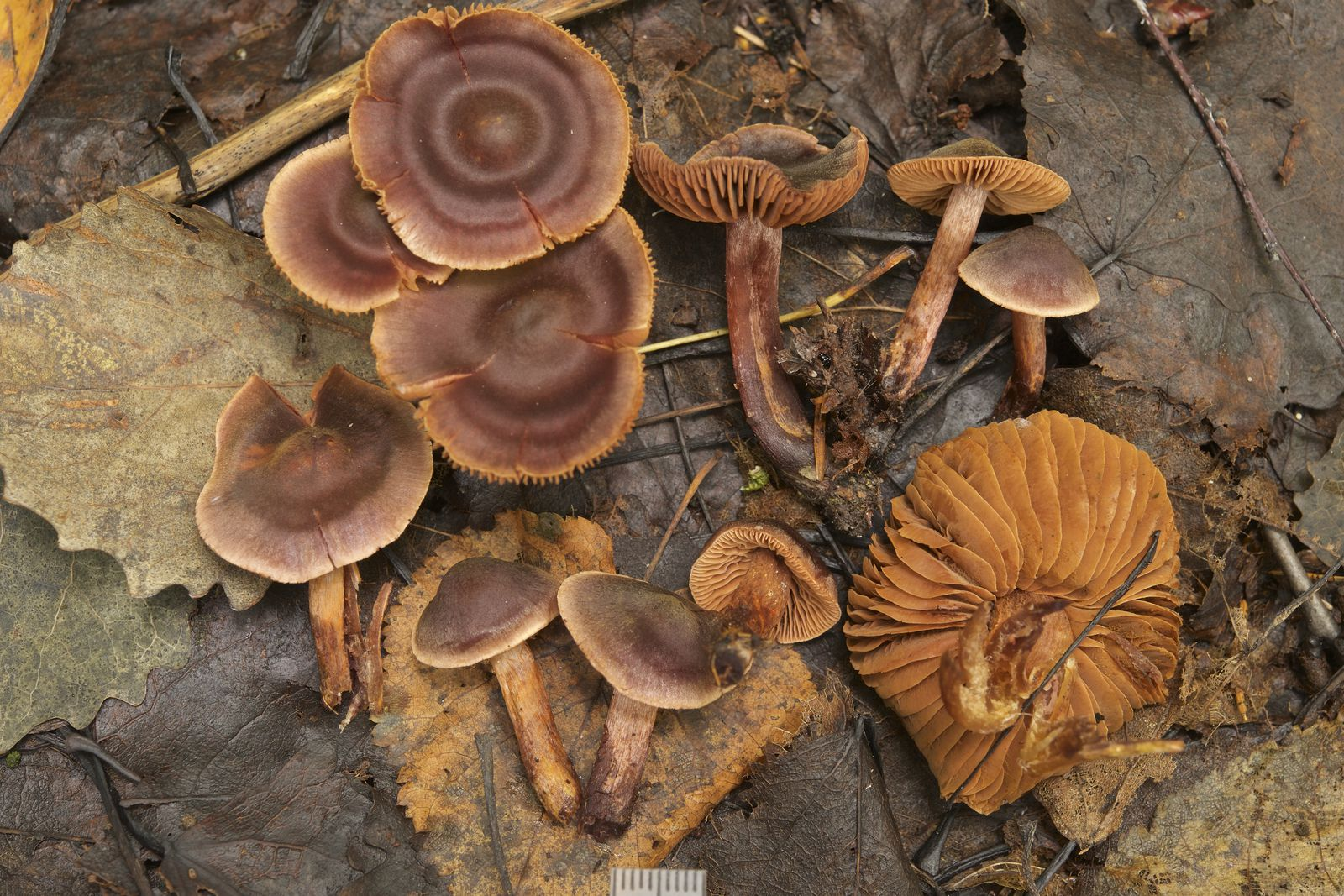
!Cortinarius anthracinus!
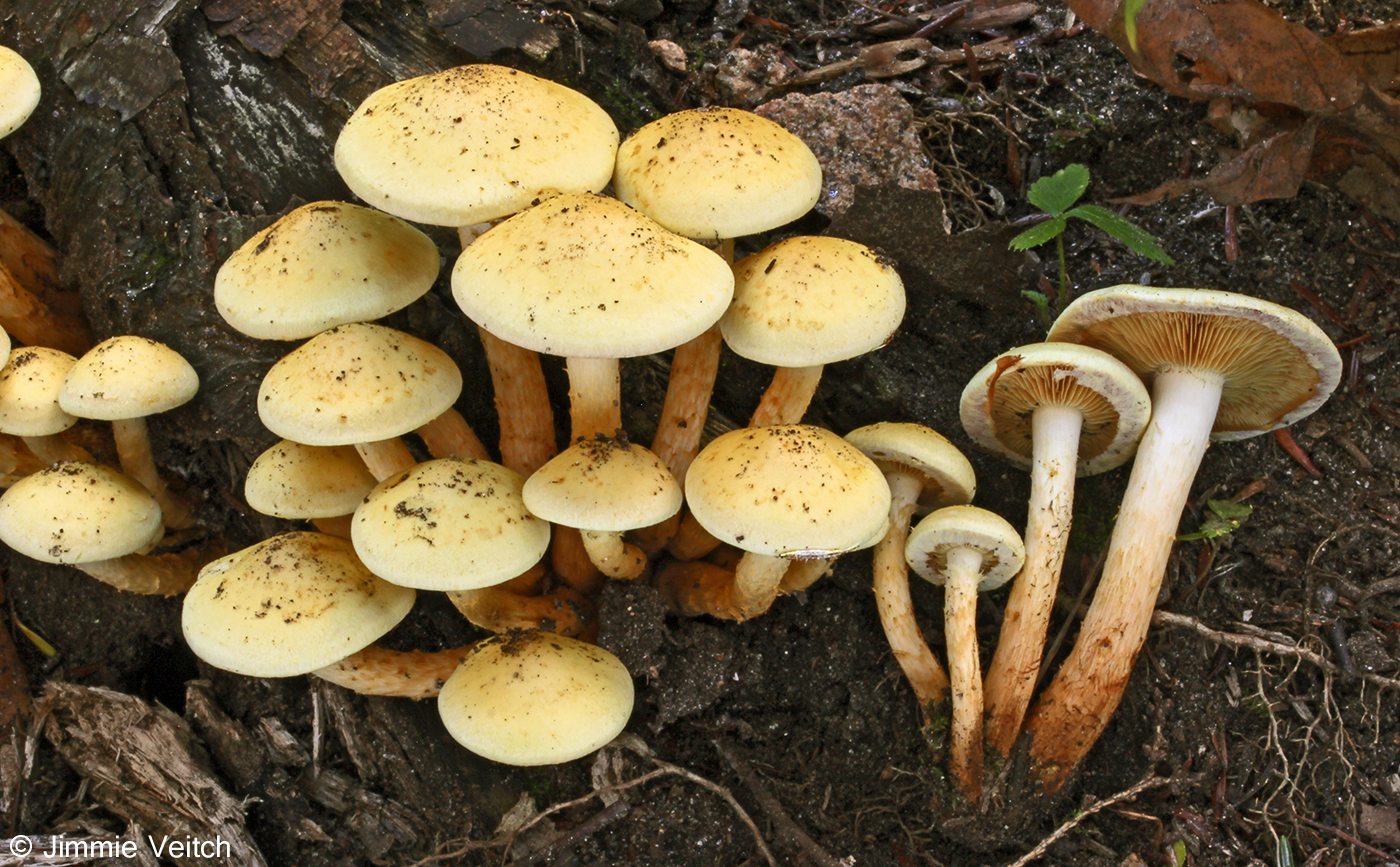
Flammula alnicola sin. Pholiota alnicola
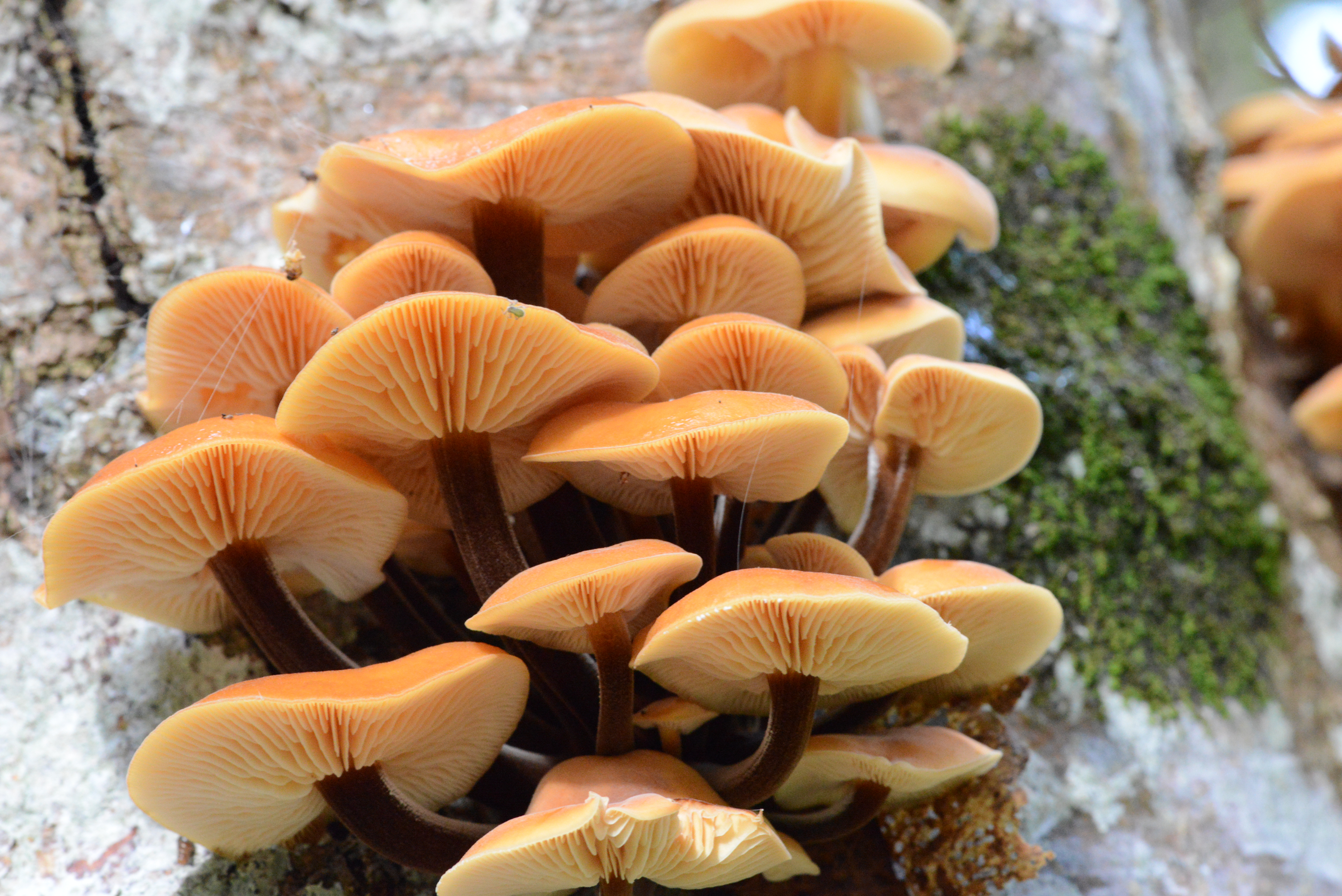
Flammulina velutipes
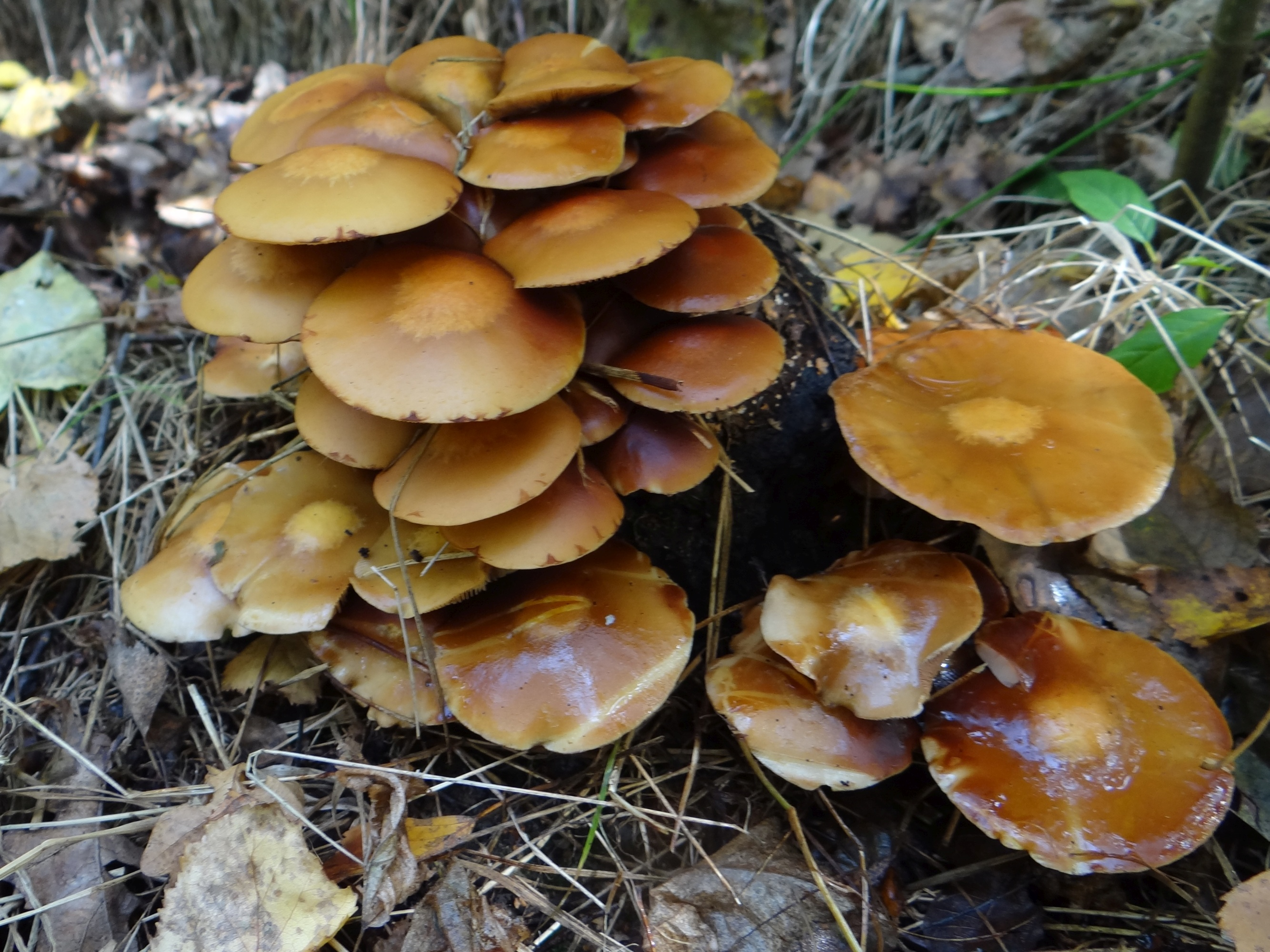
!!! Galerina marginata!!!
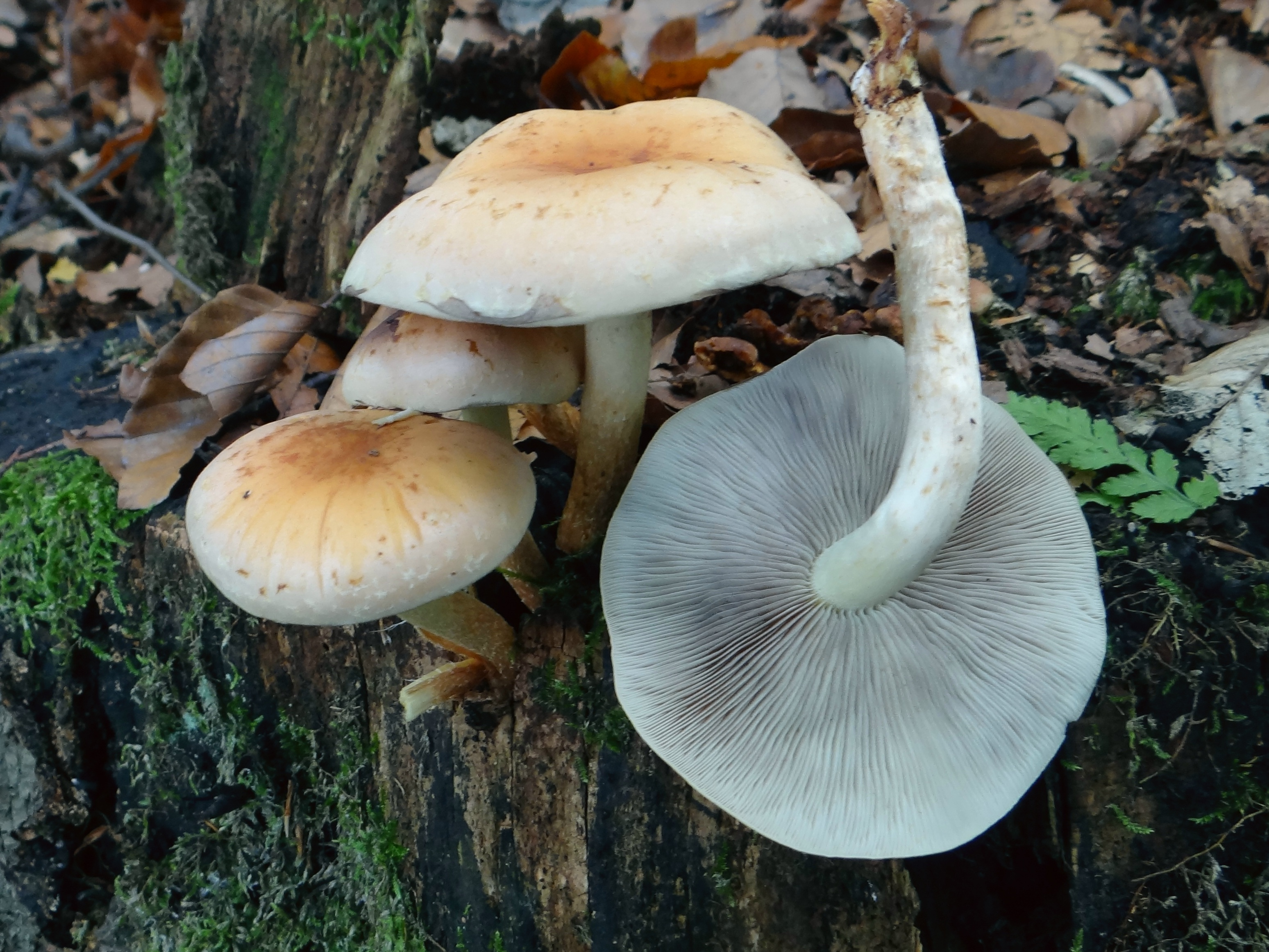
Hypholoma capnoides

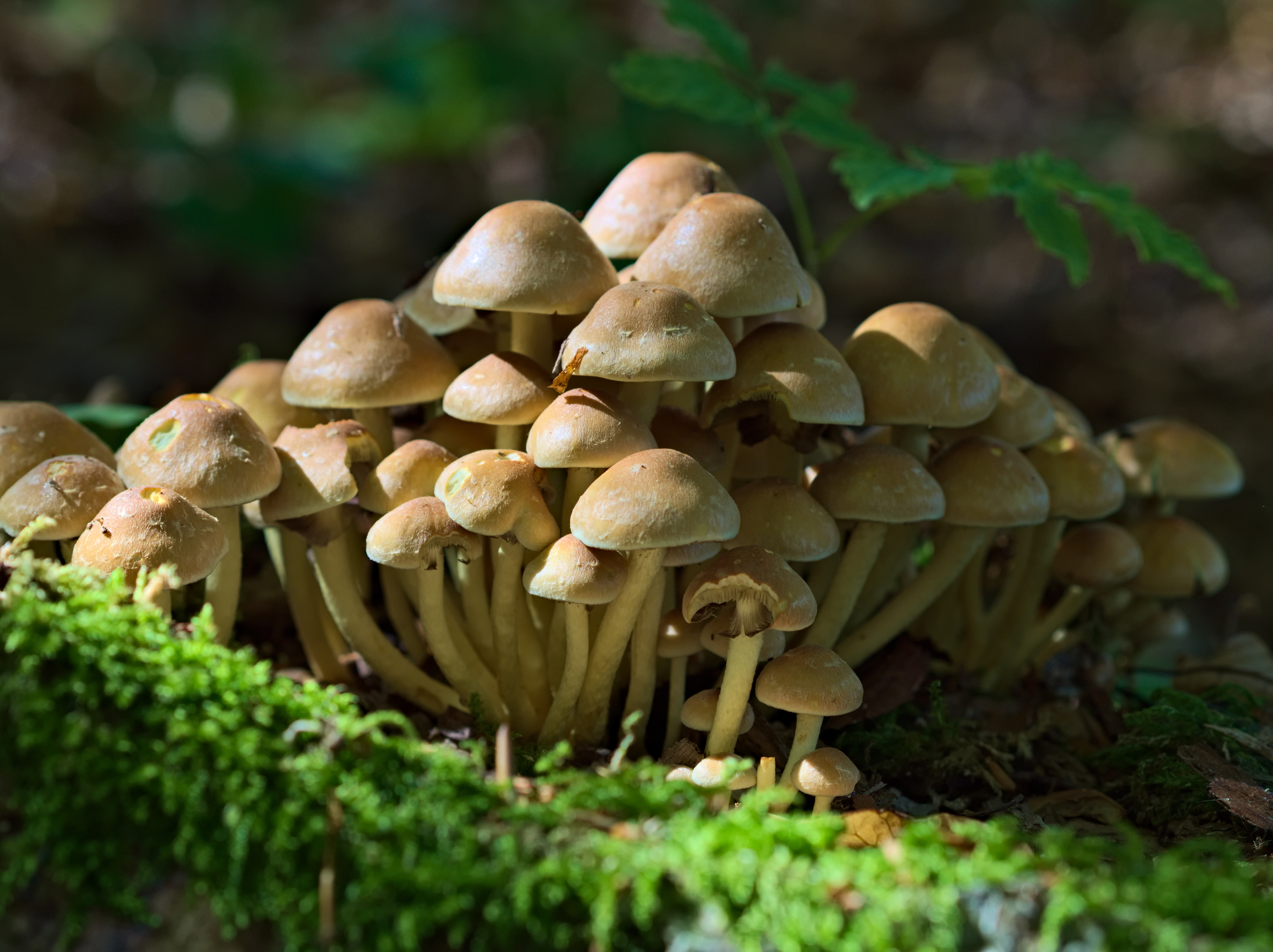
!!! Hypholoma fasciculare!!!
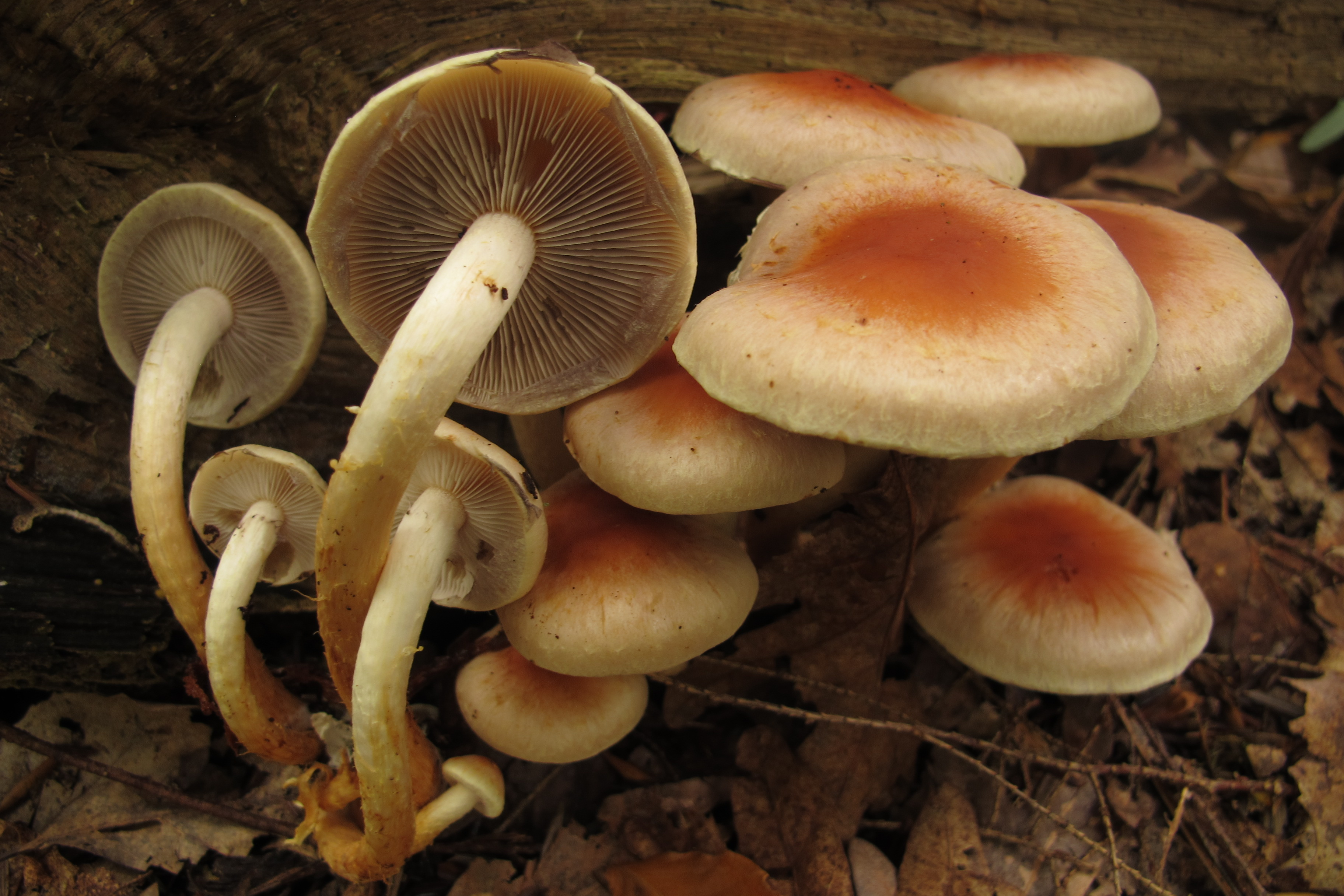
!!Hypholoma lateritium !!
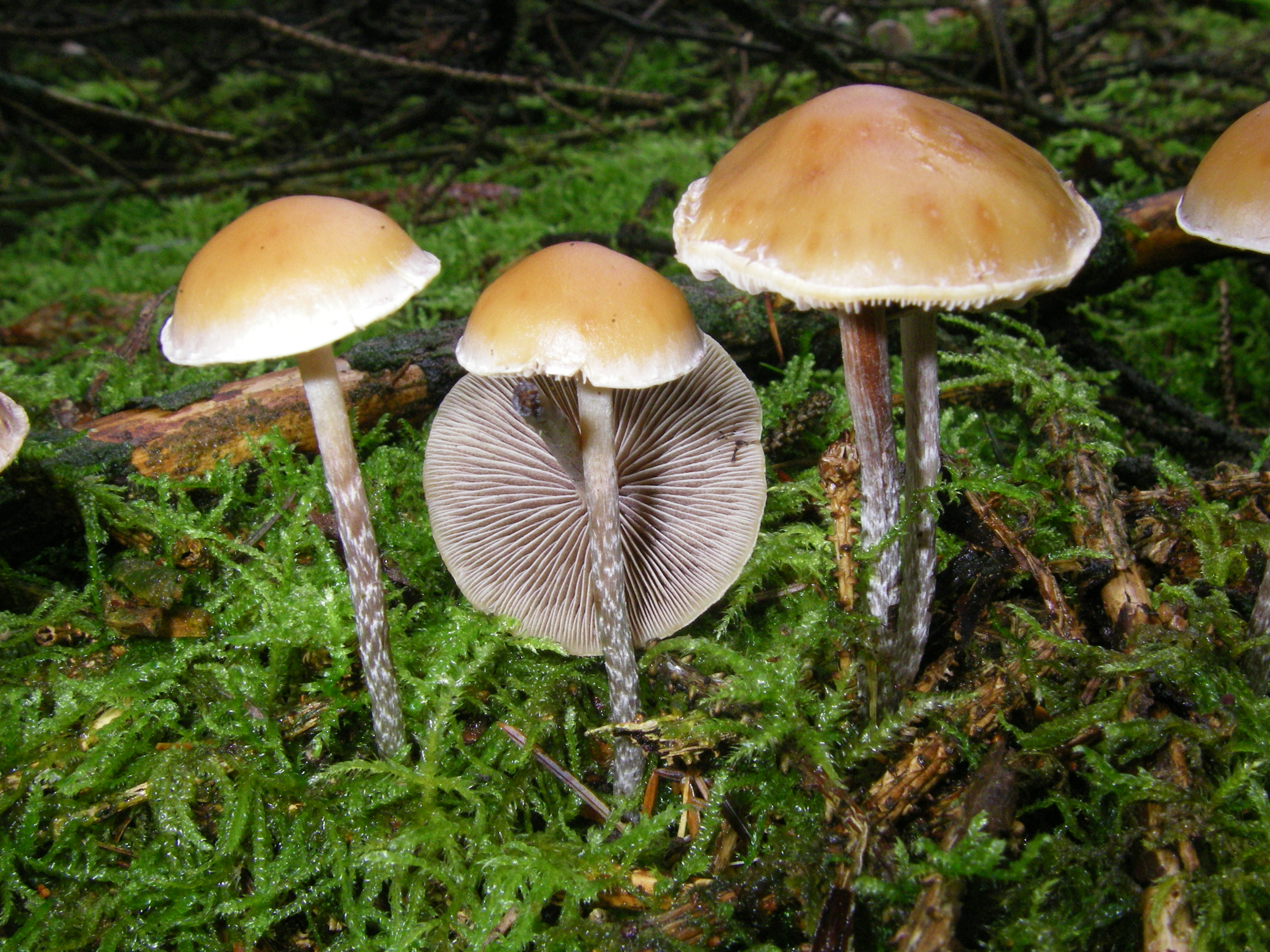
!Hypholoma marginatum!
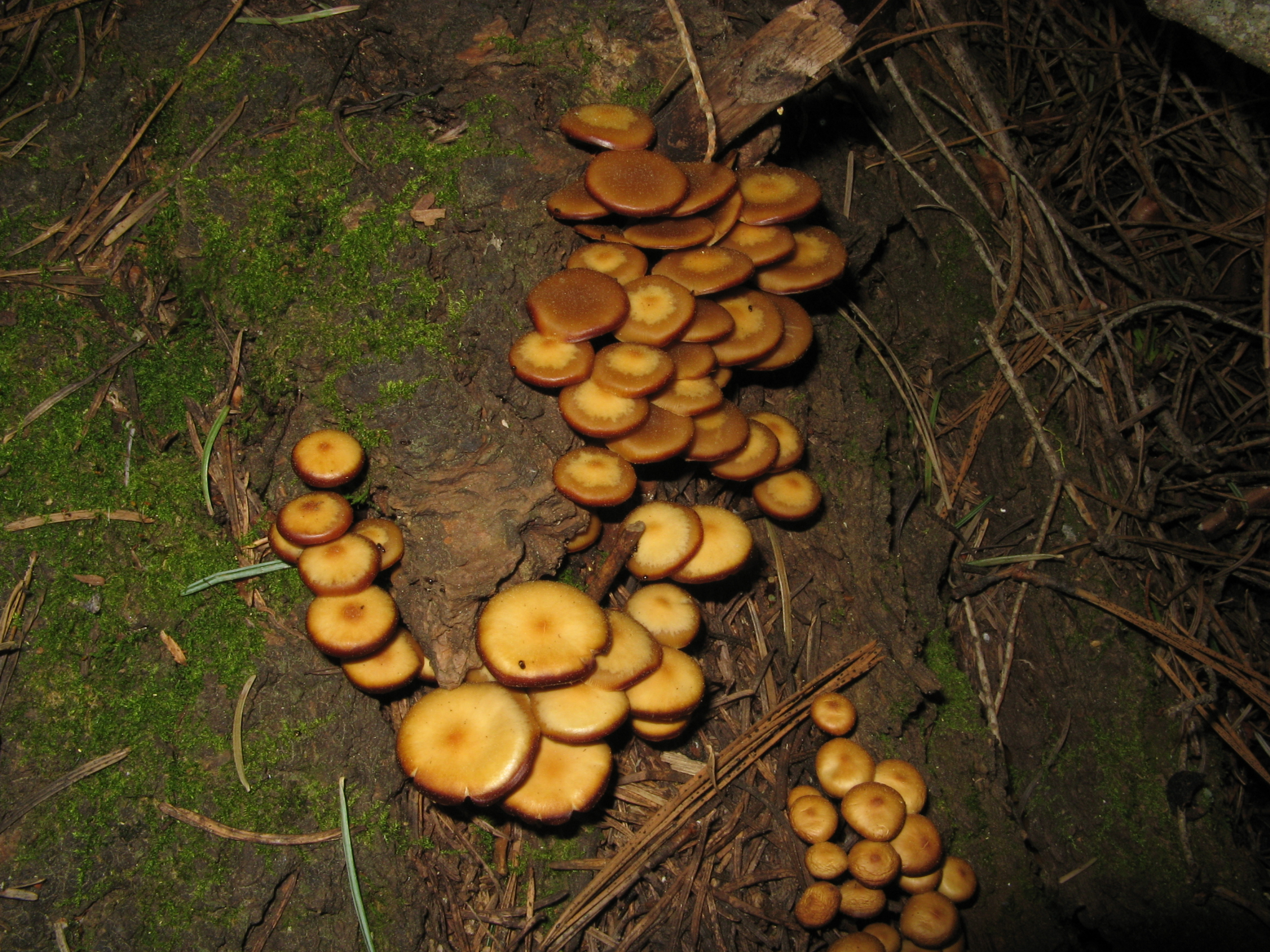
Kuehneromyces lignicola
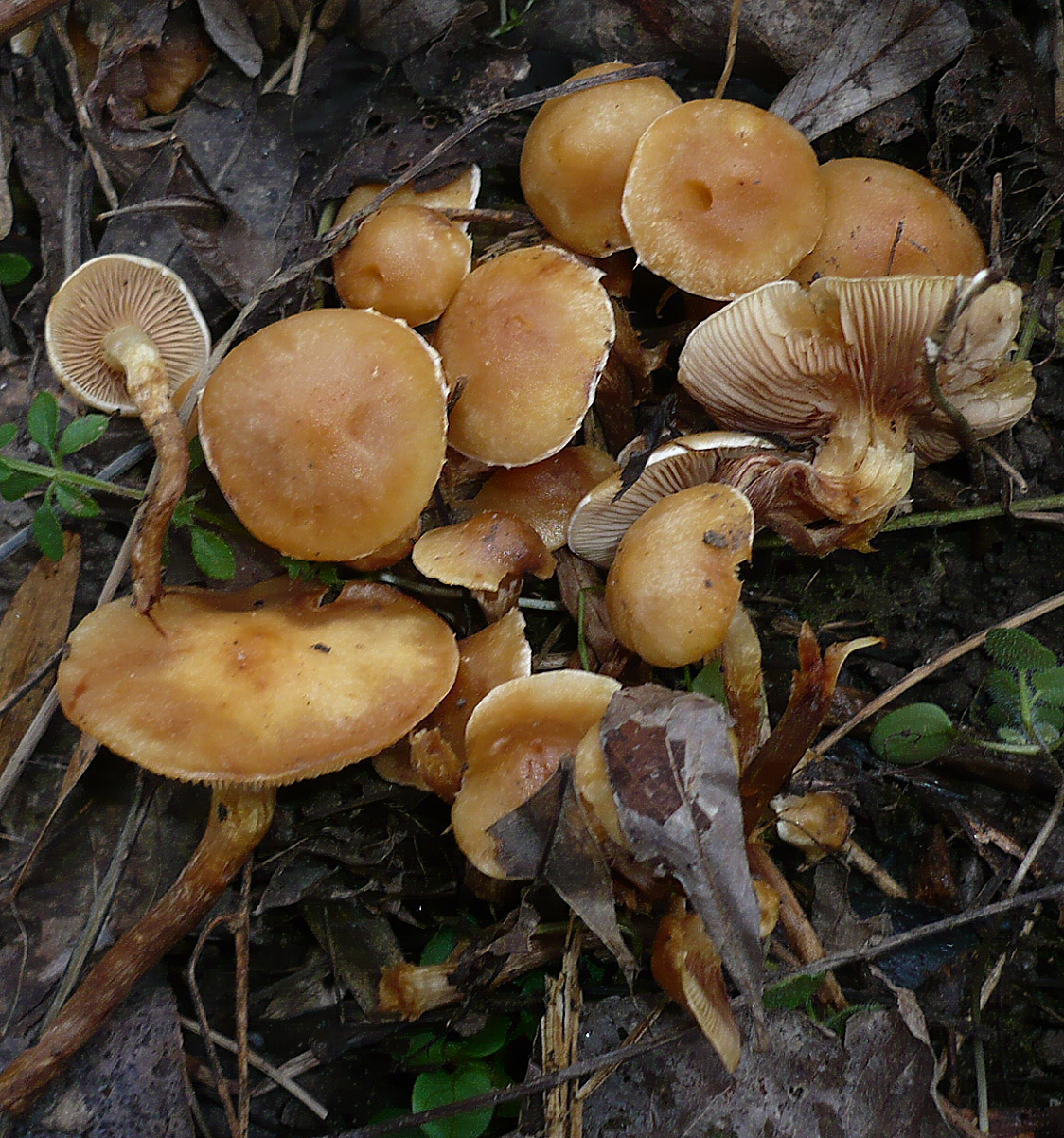
Pholiota graminis

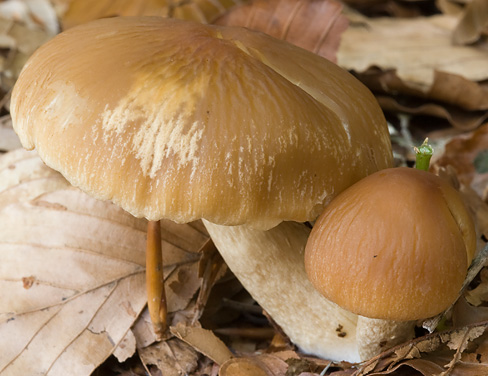
Psathyrella candolleana
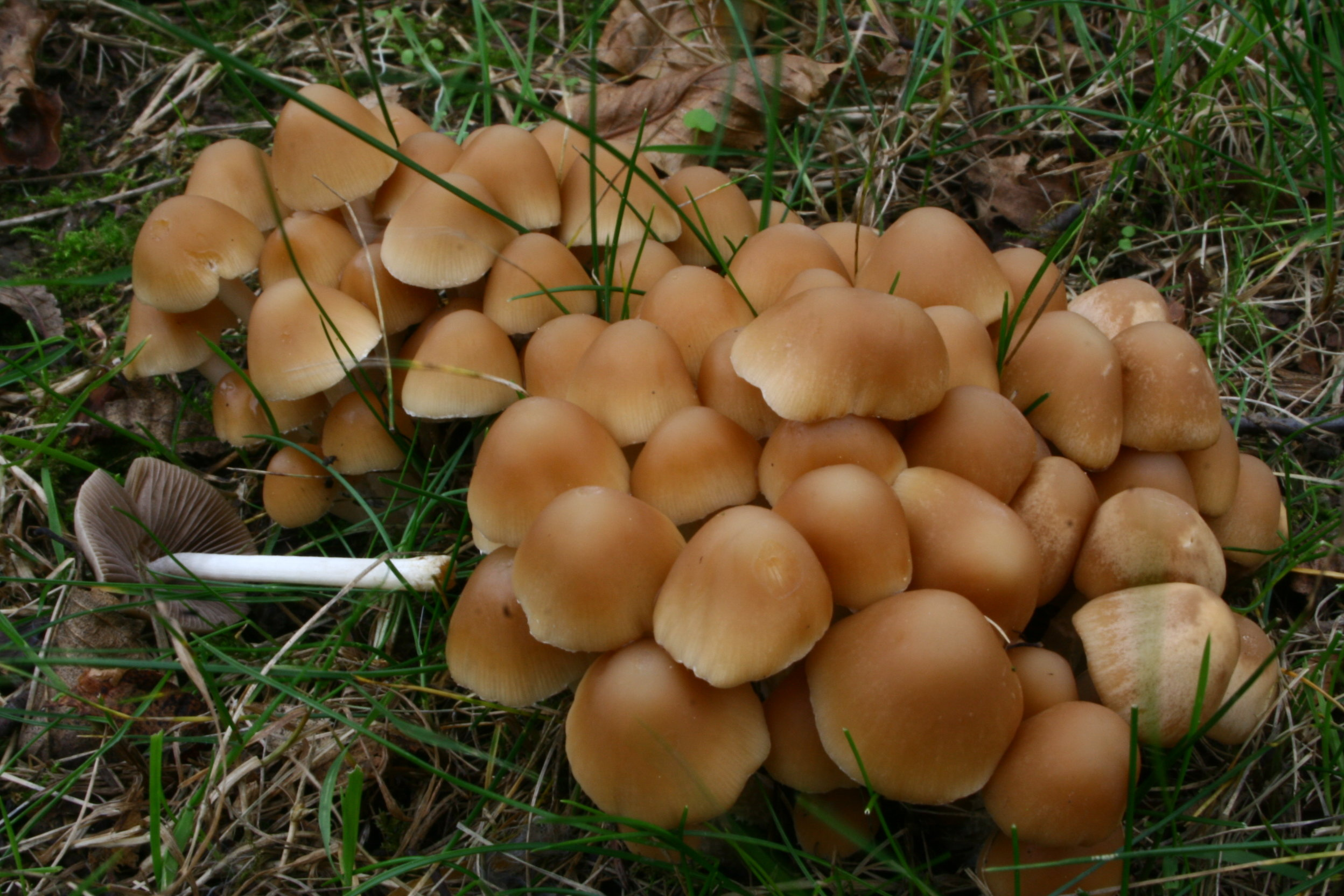
Psathyrella multipedata
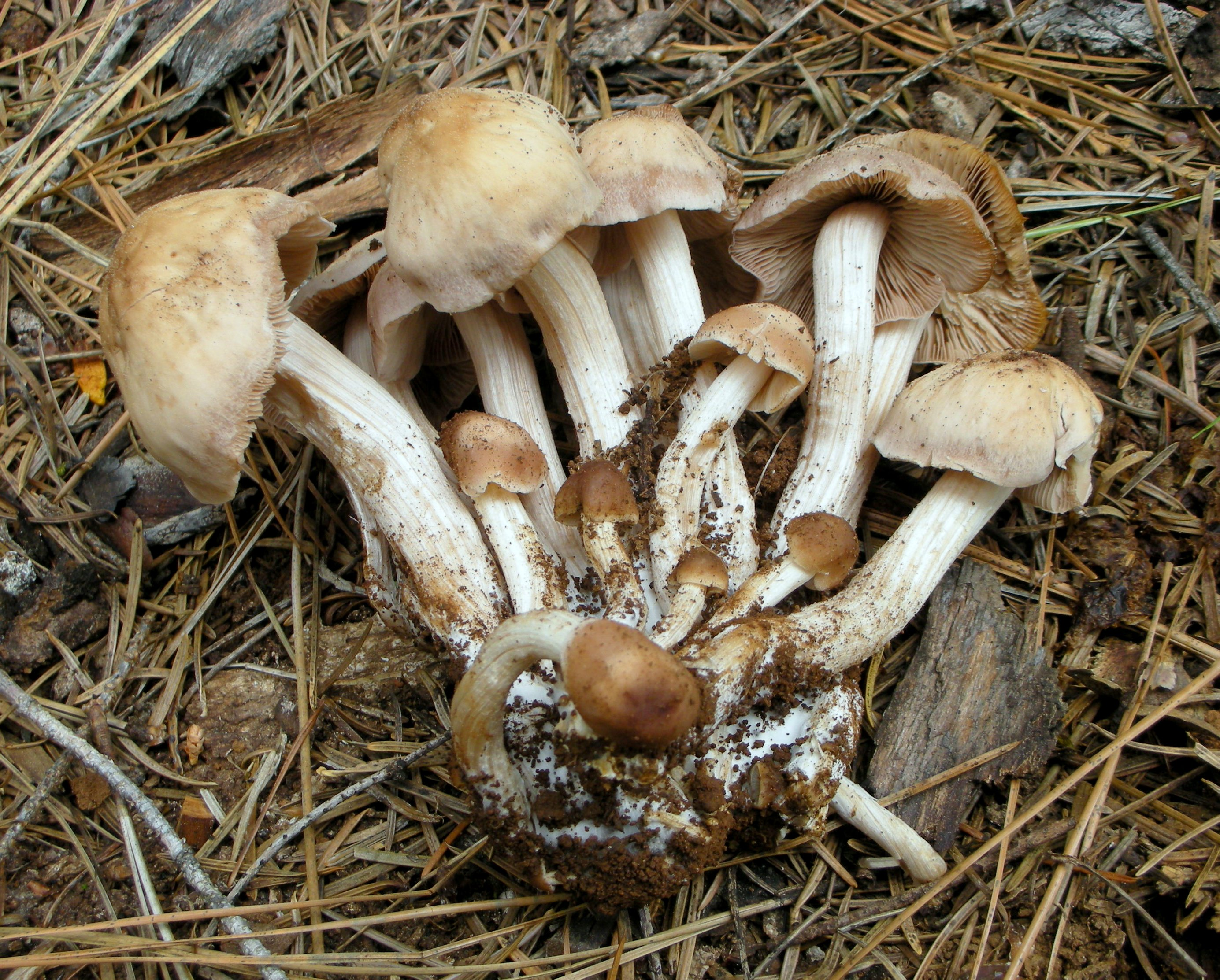
Psathyrella spadicea
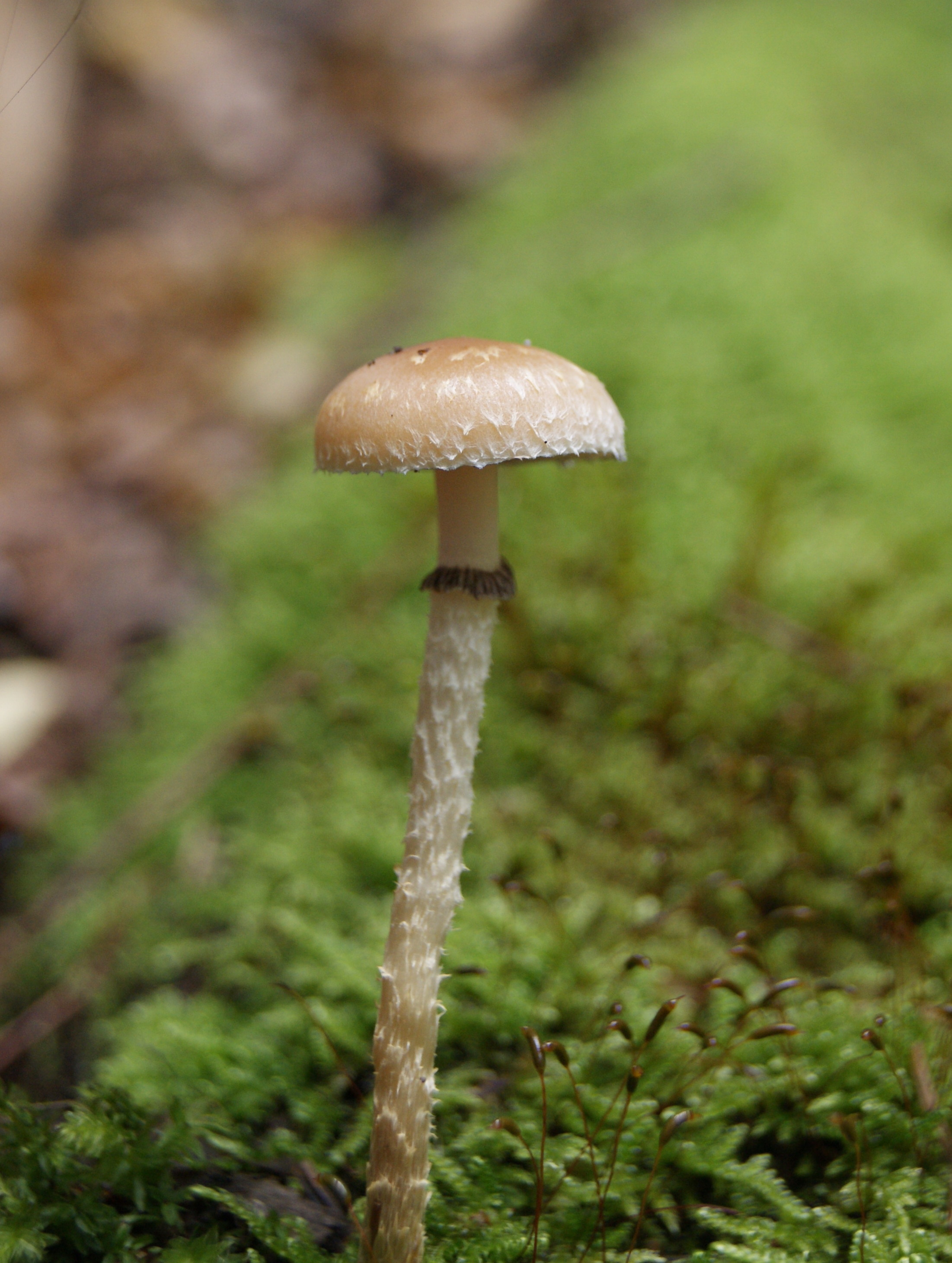
!Stropharia squamosa!

## Valorificare
Deci nu astfel de gustos ca gheba ciobanilor, exemplare tinere ale ciupercii umede pot fi preparate în bucătărie asemănător.
Buretele se aplică, de asemenea, ca ciupercă medicinală în medicina naturală sau în cea tradițională chinezească și japoneză, pentru că se spune, că ar avea un efect de stimulare și consolidare asupra sistemului imunitar (de exemplu scăderea glicemiei).

## Bibiliografie
- Marcel Bon: „Pareys Buch der Pilze”, Editura Kosmos, Halberstadt 2012, ISBN 978-3-440-13447-4
- Bruno Cetto, vol. 1-7 (vezi sus)
- Rose Marie Dähncke: „1200 Pilze in Farbfotos”, Editura AT Verlag, Aarau 2004, ISBN 3-8289-1619-8
- Ewald Gerhard: „Der große BLV Pilzführer“ (cu 1200 de specii descrise și 1000 fotografii), Editura BLV Buchverlag GmbH & Co. KG, ediția a 9-a, München 2018, ISBN 978-3-8354-1839-4
- Jean-Louis Lamaison & Jean-Marie Polese: „Der große Pilzatlas“, Editura Tandem Verlag GmbH, Potsdam 2012, ISBN 978-3-8427-0483-1
- J. E. și M. Lange „BLV Bestimmungsbuch - Pilze”, Editura BLV Verlagsgesellschaft, München, Berna Viena 1977, ISBN 3-405-11568-2
- Hans E. Laux: „Der große Pilzführer, Editura Kosmos, Halberstadt 2001, ISBN 978-3-440-14530-2
- Till E. Lohmeyer & Ute Künkele: „Pilze – bestimmen und sammeln”, Editura Parragon Books Ltd., Bath 2014, ISBN 978-1-4454-8404-4
- Gustav Lindau, Eberhard Ulbrich: „Die höheren Pilze, Basidiomycetes, mit Ausschluss der Brand- und Rostpilze”, Editura  J. Springer, Berlin 1928
- Meinhard Michael Moser: „Röhrlinge und Blätterpilze - Kleine Kryptogamenflora Mitteleuropas”, ediția a 5-ea, vol. 2, Editura Gustav Fischer, Stuttgart 1983